# Villabáñez
Villabáñez ist ein Ort und eine Gemeinde mit nur noch 507 Einwohnern (Stand: 2024) im Osten der Provinz Valladolid in der Region Kastilien-León in Spanien. Neben dem Hauptort Villabáñez gehören die Ortschaften Peñalba de Duero und Carraduera sowie das Neubaugebiet La Dehesa de Peñalba zur Gemeinde.

## Lage
Villabáñez liegt in der Iberischen Meseta auf dem Südufer des Río Esgueva gut fünfzehn Kilometer (Fahrtstrecke) östlich von Valladolid in einer Höhe von ca. 750 m. Das Klima im Winter ist kalt, im Sommer dagegen warm bis heiß; der spärliche Regen (ca. 509 mm/Jahr) fällt übers Jahr verteilt.

## Bevölkerungsentwicklung
| Jahr      | 1970 | 1981 | 1991 | 2001 | 2011 | 2021 |
| --------- | ---- | ---- | ---- | ---- | ---- | ---- |
| Einwohner | 554  | 475  | 456  | 458  | 527  | 491  |

## Sehenswürdigkeiten
- Kirche Mariä Himmelfahrt (Iglesia de la Asunción de Nuestra Señora)
- Christuskapelle

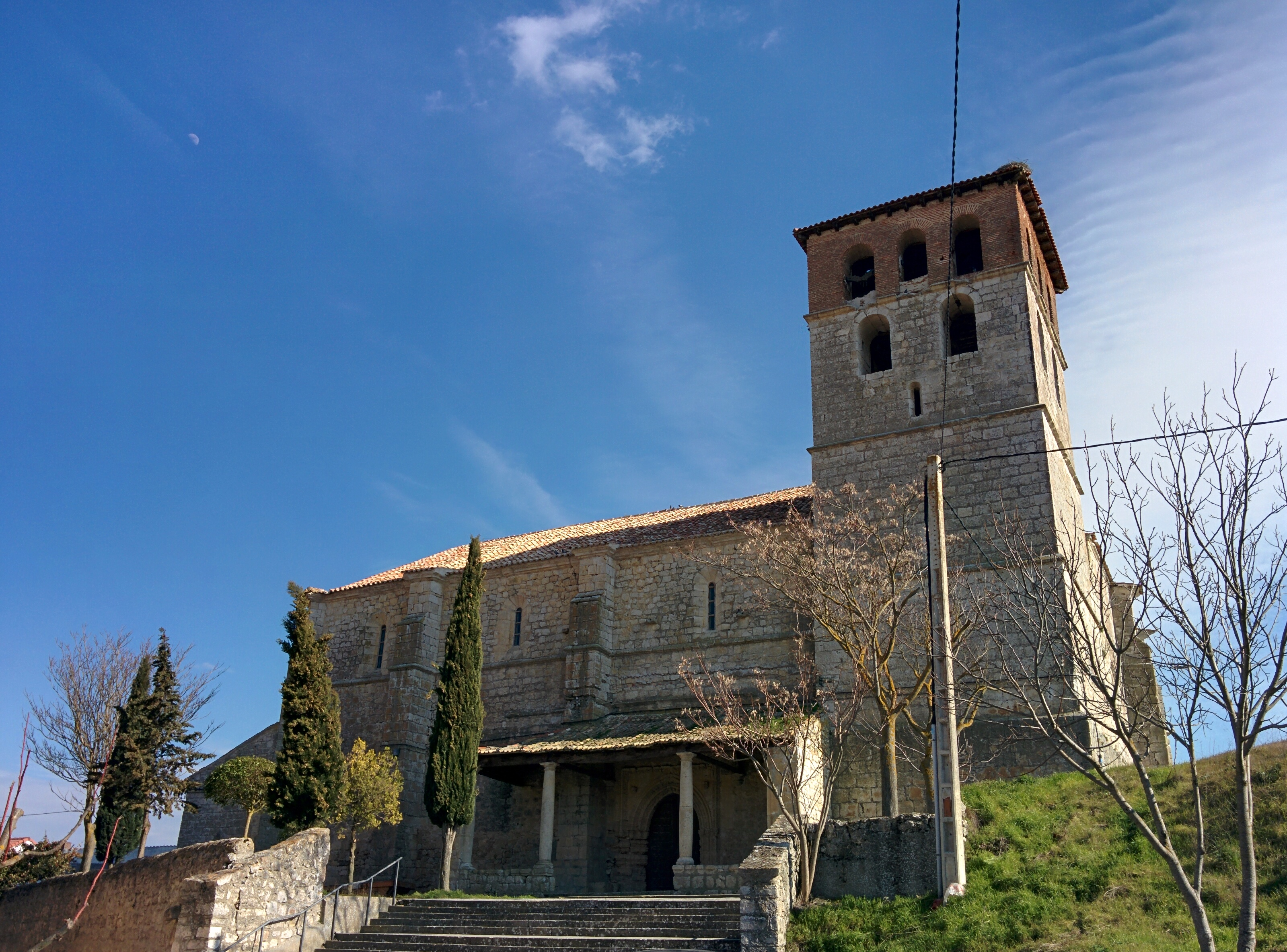
Kirche Mariä Himmelfahrt
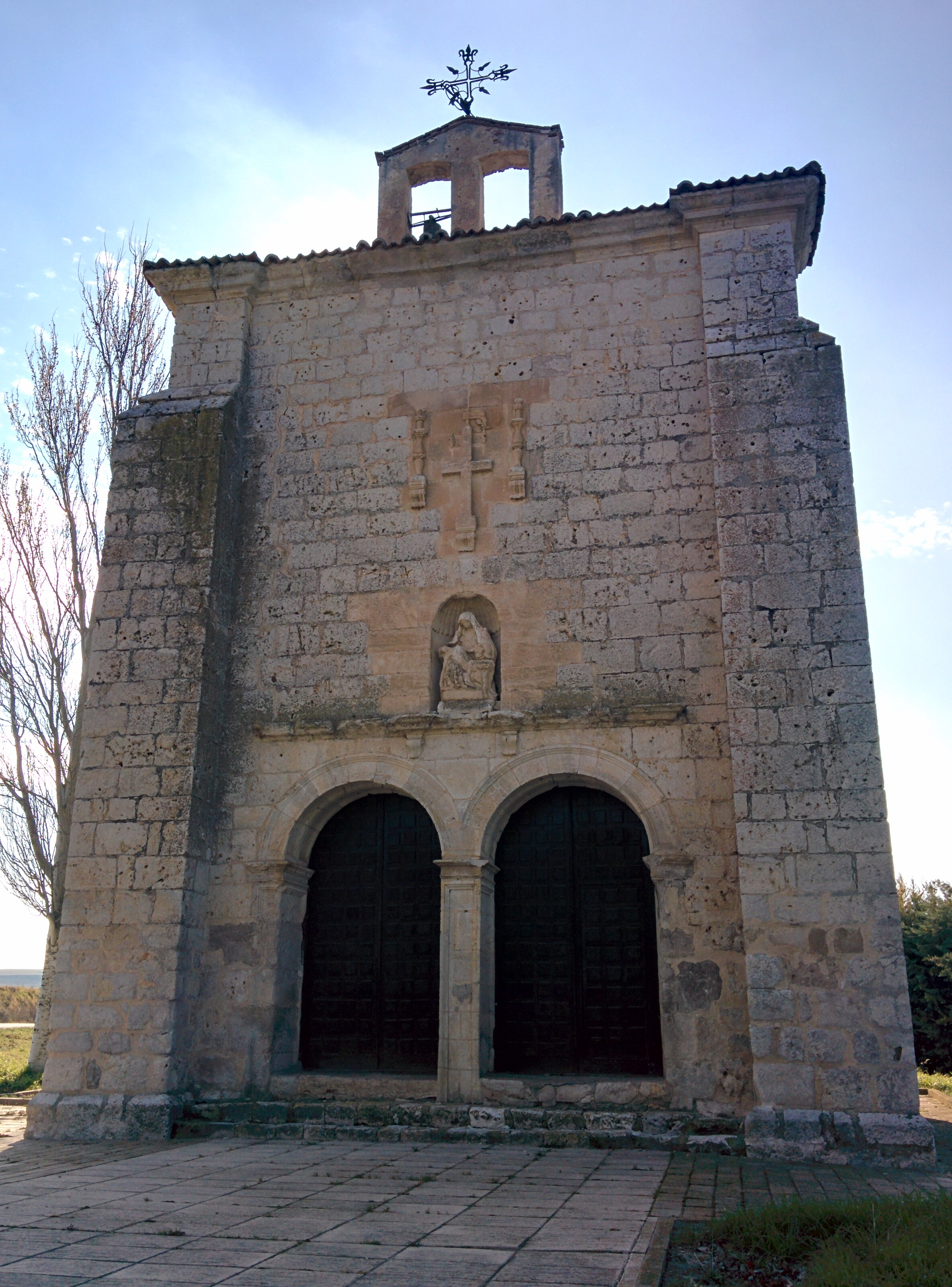
Christuskapelle
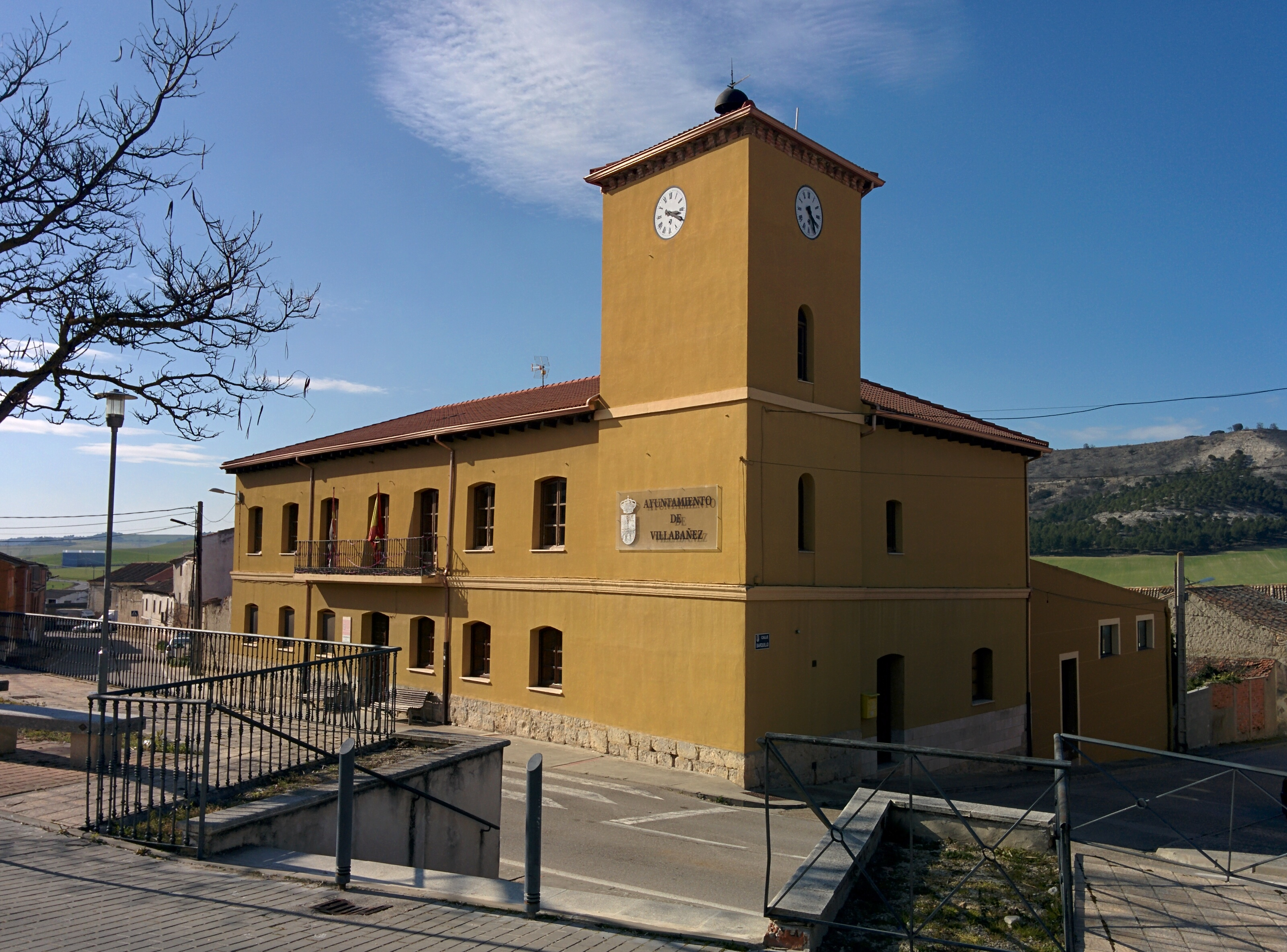
Rathaus